# Chalmers (Familienname)
Chalmers ist ein englischer Familienname.

## Namensträger
- Alan Francis Chalmers (* 1939), Philosoph und Wissenschaftstheoretiker
- Alastair Chalmers (* 2000), britischer Leichtathlet
- Alexander Chalmers (1759–1834), schottischer Biograph
- Angela Chalmers (* 1963), kanadische Leichtathletin
- Cameron Chalmers (* 1997), britischer Leichtathlet
- Charlie Chalmers, US-amerikanischer Musiker
- Craig Chalmers (* 1968), schottischer Rugby-Union-Spieler
- Dave Chalmers (* 1948), englischer Snookerspieler
- David Chalmers (* 1966), australischer Philosoph
- Douglas Chalmers (* 1966), britischer Generalleutnant
- George Chalmers (1742–1825), englischer Schriftsteller
- James Chalmers (Verleger) (1782–1853), schottischer Druckereiunternehmer und Zeitungsverleger
- James Chalmers (Missionar) (1841–1901), schottischer Missionar
- James Chalmers (Schauspieler) (* 1974), englischer Schauspieler
- James Peter Chalmers (* 1976), schottischer Jurist und Hochschullehrer
- James Ronald Chalmers (1831–1898), US-amerikanischer Politiker und Brigadegeneral
- Joe Chalmers (* 1994), schottischer Fußballspieler
- John Chalmers (* 1927), Orthopäde in Edinburgh
- Joseph W. Chalmers (1806–1853), US-amerikanischer Politiker und Jurist
- Kyle Chalmers (* 1998), australischer Schwimmer
- Lewis Chalmers (* 1986), englischer Fußballspieler
- Lillian Chalmers (1911–1990), britische Sprinterin
- Logan Chalmers (* 2000), schottischer Fußballspieler
- Mario Chalmers (* 1986), US-amerikanischer Basketballspieler
- Martin Chalmers (1948–2014), britischer Übersetzer aus dem Deutschen
- Sandra Chalmers (1940–2015), britische Radiomoderatorin
- Stevie Chalmers (1935–2019), schottischer Fußballspieler
- Stewart Chalmers (* 1907), schottischer Fußballspieler
- Thomas Chalmers (Theologe) (1780–1847), schottischer Theologe und Schriftsteller
- Thomas Chalmers (Sänger) (1884–1966), US-amerikanischer Opernsänger (Bariton) und Schauspieler
- Thomas Wightman Chalmers (1884–1954), britischer Ingenieur und Herausgeber
- Vicki Chalmers (* 1989), schottische Curlerin
- William Chalmers (Kaufmann) (1748–1811), schwedischer Kaufmann
- William Chalmers (Fußballspieler, 1907) (1907–1980), schottischer Fußballspieler und -trainer
- William Chalmers (Fußballspieler, 1912) (1912–1943), schottischer Fußballspieler
- William W. Chalmers (1861–1944), US-amerikanischer Politiker
- Willie Chalmers (Fußballspieler, 1860) (William Crawford Chalmers; 1860–1940), schottischer Fußballspieler
- Willie Chalmers (Fußballspieler, 1901) (William Green Chalmers; 1901–1997), schottischer Fußballspieler